# 해남 대흥사 석가여래삼불좌상
해남 대흥사 석가여래삼불좌상은 전라남도 해남군 대흥사에 있는 조선시대의 불상이다. 2015년 3월 4일 대한민국의 보물 제1863호로 지정되었다.

## 개요
해남 대흥사 석가여래삼불좌상은 전란과정에서 의승군의 최고지도자로 활약했던 서산대사의 의발(衣鉢)이 1606년에 봉안되고 6년 뒤에 이루어진 불사였는데, 후대에 복구된 본존불상을 차지하더라도 우협시불상의 크기가 170cm에 이를 만큼 대형 불상이라는 점에서 이 시기를 대표하는 기념비적인 불사였을 것으로 추정된다. 좌우협시 불상에서 발견된 「소성복장기(塑成腹藏記)」에는 불상 제작과 관련하여 중요한 정보를 모두 담고 있는데, 1612년이라는 정확한 조성시기와 태전을 비롯한 제작에 참여한 10명의 조각승, 그리고 불상제작에 필요한 시주물목이나 참여했던 380여명의 사부대중을 모두기록하고 있어 불상의 가치를 한 층 높여준다. 특히 이 불상을 제작한 수조각승 태전(太顚)은 그동안『금산사지(金山寺誌)』의 기록으로만 확인되던 조각승인데, 이 삼불상이 발견됨으로써 17세기 초반의 중요한 조각승 자료를 하나 더 확보할 수 있게 되어 높이 평가할 수 밖에 없다.

## 참고 자료
- 해남 대흥사 석가여래삼불좌상 - 국가유산청 국가유산포털